# گرکدو
بخشی(گرکدو)، روستایی از توابع بخش دشمن‌زیاری شهرستان ممسنی در استان فارس ایران است.

## جمعیت
این روستا در دهستان دشمن‌زیاری قرار دارد و براساس سرشماری مرکز آمار ایران در سال 1395، جمعیت آن 136 نفر (48 خانوار) بوده‌است.